# Saint-Lizier

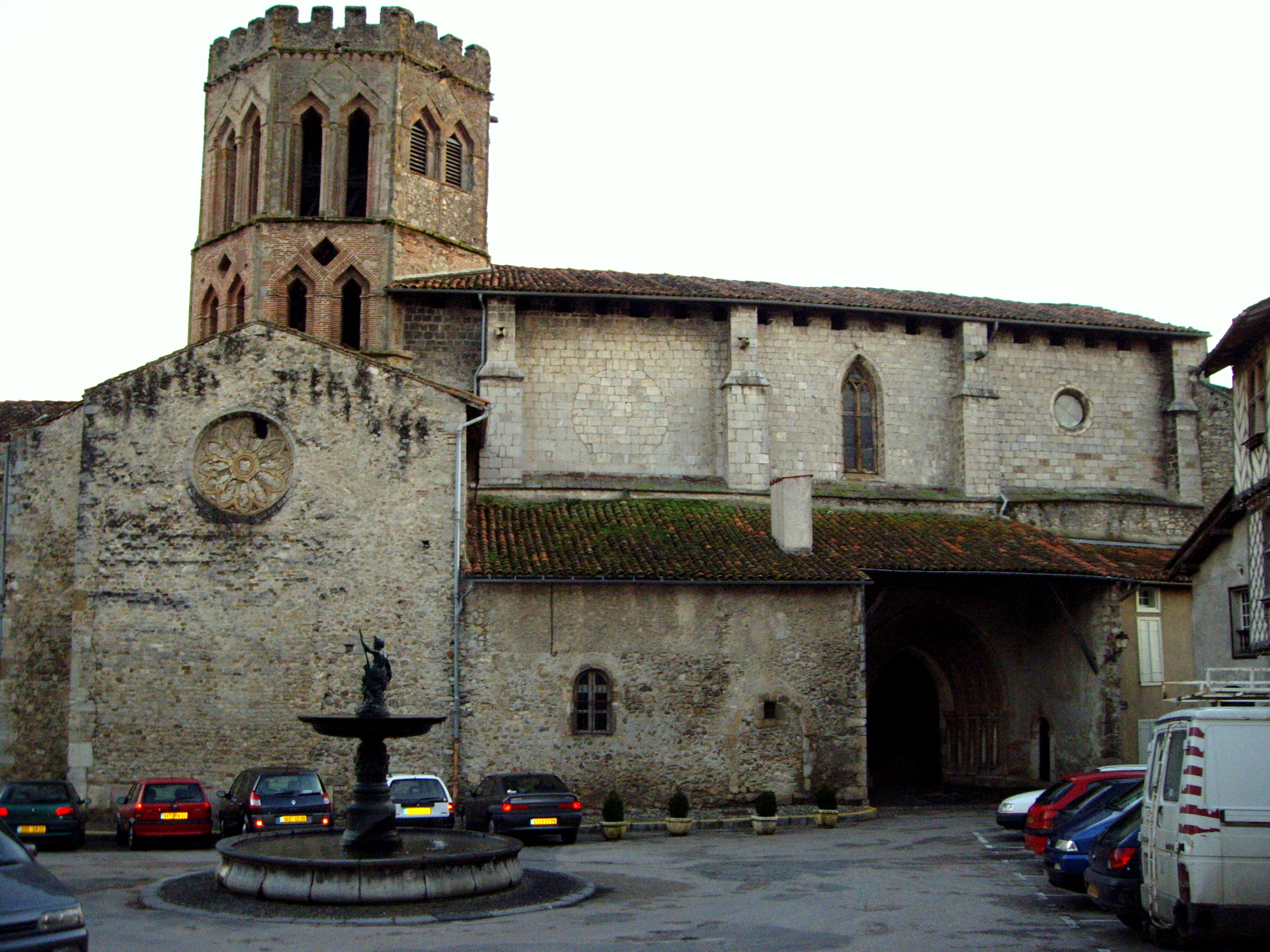
Catedral de Saint-Lizier.

Saint-Lizier en francés (en occitano Sent Líser) es una comuna francesa del departamento del Ariège en la región de Mediodía-Pirineos. Está clasificada en la categoría de les plus beaux villages de France.

## Demografía
| 1 635 | 1 695 | 1 719 | 1 855 | 1 646 | 1 592 |
| Para los censos de 1962 a 1999 la población legal corresponde a la población sin duplicidades (Fuente: INSEE [Consultar]) |       |       |       |       |       |

## Algunas imágenes de la ciudad

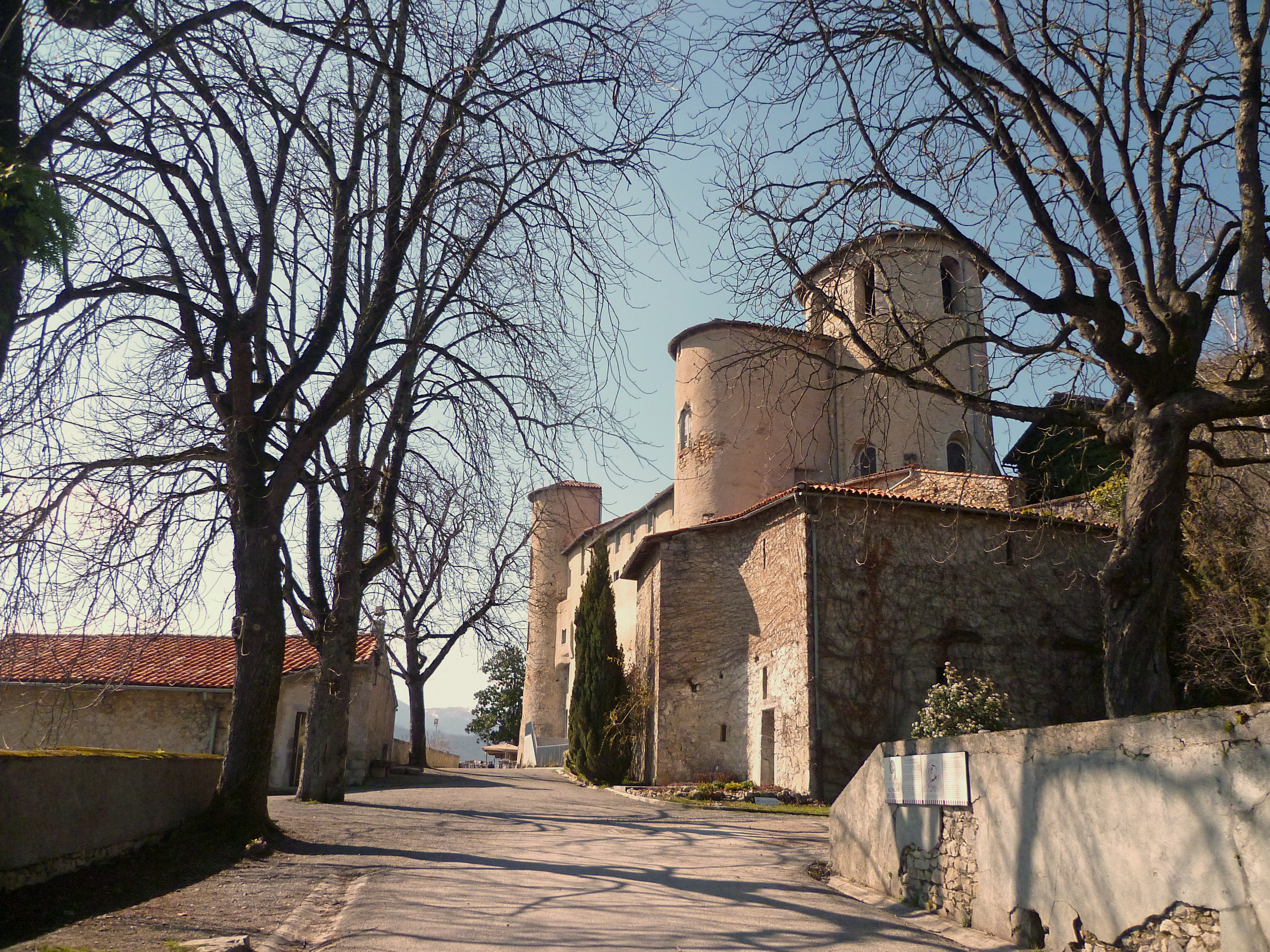
Palacio de los obispos.
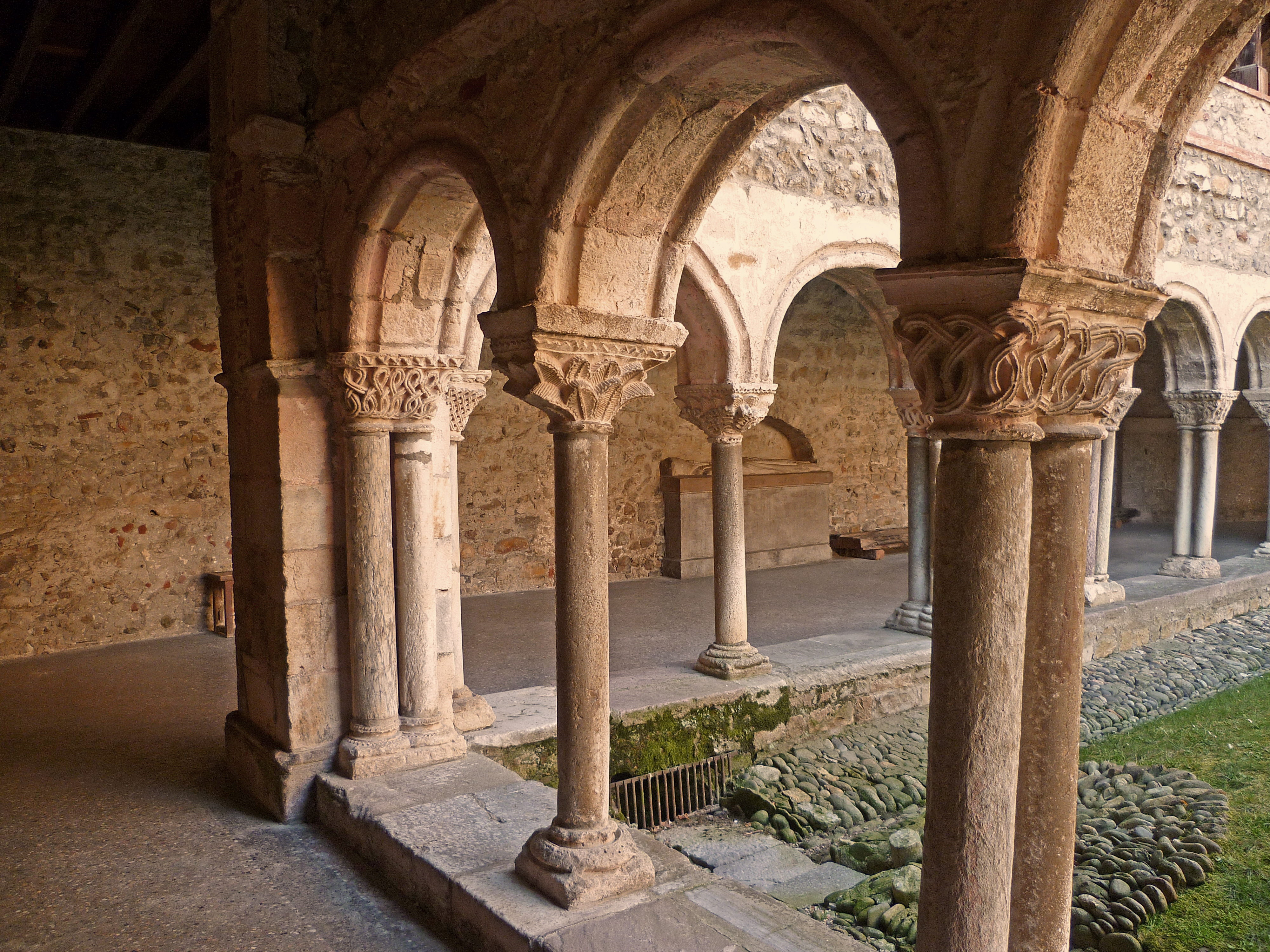
Claustro de la catedral.
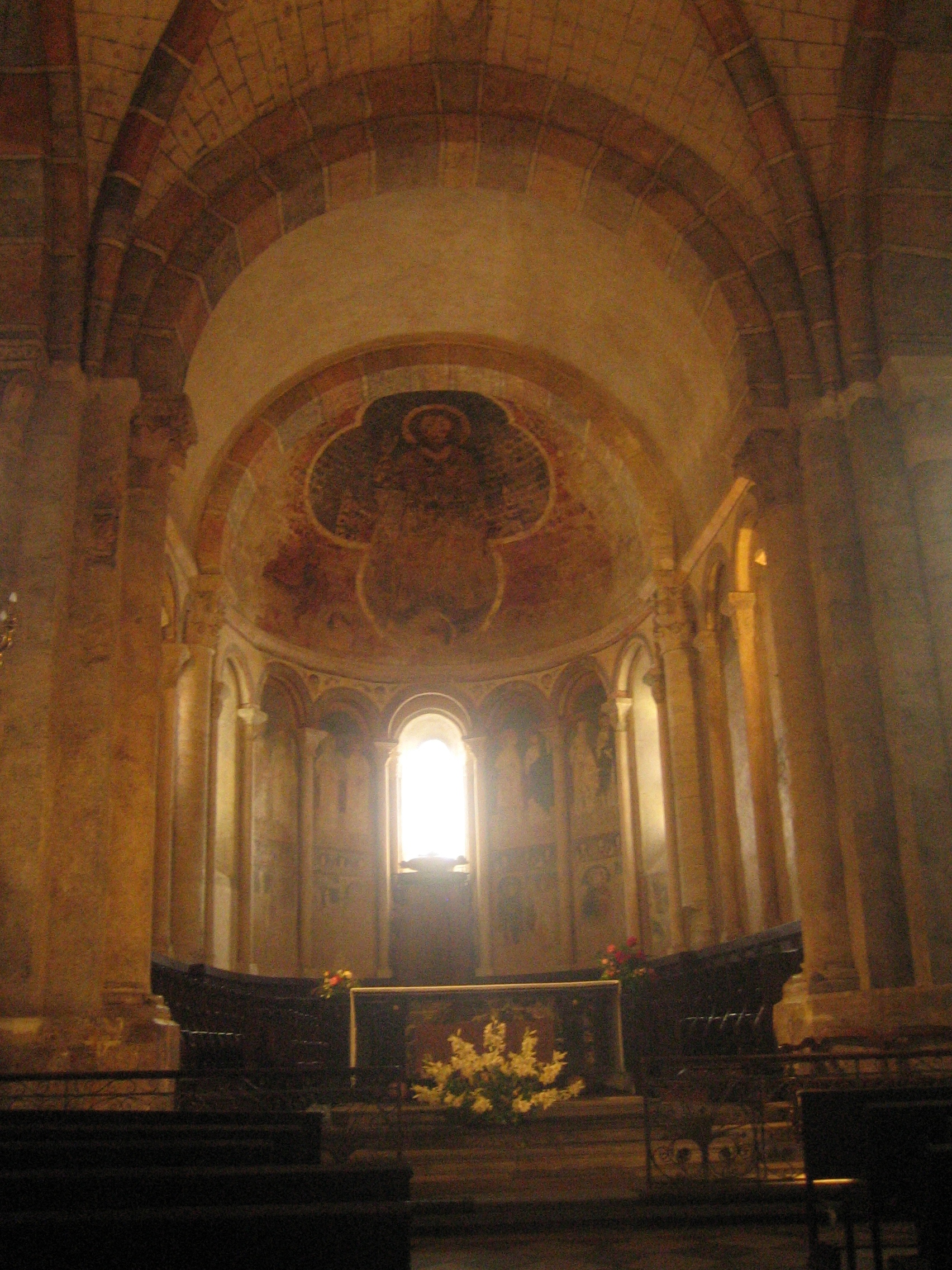
Interior de la catedral.
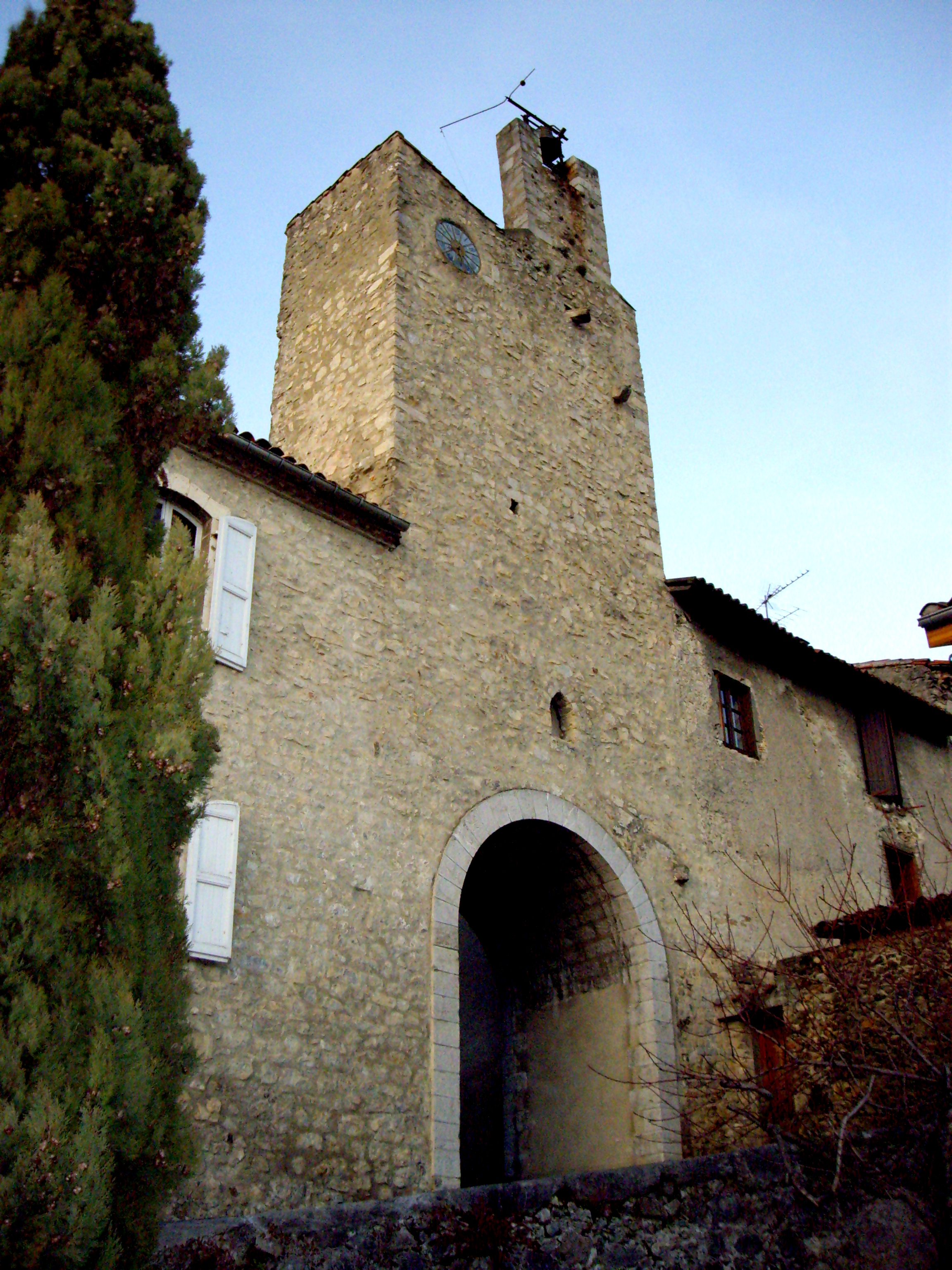
Puerta de la ciudad.